# أولا سوربون
أولا سوربون هي ممثلة ومغنية سويدية، ولدت في 7 مارس 1915 وتوفيت في 29 يونيو 1941.